# Exorista minuta
Exorista minuta là một loài ruồi trong họ Tachinidae.